# Erythrogonia partita
Erythrogonia partita är en insektsart som beskrevs av Melichar 1926. Erythrogonia partita ingår i släktet Erythrogonia och familjen dvärgstritar. Inga underarter finns listade i Catalogue of Life.